# Hippocephala fuscostriata
Hippocephala fuscostriata là một loài bọ cánh cứng trong họ Cerambycidae.